# Spahbod
Spahbod ou Spahbed alternativement Spah (Sipah) Salar (persan : سپهبد est constitué de deux mots: Spah  سپه (armée) bod بد (maître) ) était un titre utilisé dans l'Empire parthe et plus généralement dans l'Empire sassanide en Iran. Utilisé seul, il correspond à l'officier en chef, mais quand il est utilisé avec Eran (Iran), Eran Spahbod ايران سپهبد ou Iran Spahbod, est l'équivalent du commandant des forces armées. C'était le plus haut rang militaire après l'empereur Shahanshah (Roi des Rois). Il agissait en tant que commandant en chef, ministre de la Guerre et aussi négociateur en chef.
Pendant la dynastie Pahlavi, le mot est utilisé de nouveau, mais seulement le mot Spahbod, qui correspondait alors à commandant en chef.